# イェール郡 (アーカンソー州)
イェール郡（イェールぐん、英: Yell County）は、アメリカ合衆国アーカンソー州の西部に位置する郡である。2010年国勢調査での人口は22,185人であり、2000年の21,139人から4.9％増加した。郡庁所在地は2つあり、西部はダンビル市（人口2,409人）であり、東部はダーダネル市（人口4,745人）である。イェール郡は1840年12月5日に州内41番目の郡として設立され、郡名は初代アーカンソー州選出アメリカ合衆国下院議員および第2代アーカンソー州知事を務めたアーチボルド・イェールに因んで名付けられた。イェールは米墨戦争のブエナビスタの戦いで戦死した。アルコール飲料の販売が禁止される禁酒郡である。
イェール郡は隣接するポープ郡と共にラッセルビル小都市圏を構成している。

## 地理
アメリカ合衆国国勢調査局に拠れば、郡域全面積は948.84平方マイル (2,457.5 km2)であり、このうち陸地927.89平方マイル (2,403.2 km2)、水域は20.95平方マイル (54.3 km2)で水域率は2.21％である。

### 主要高規格道路
- アーカンソー州道7号線
- アーカンソー州道10号線
- アーカンソー州道27号線
- アーカンソー州道28号線
- アーカンソー州道60号線
- アーカンソー州道80号線
- アーカンソー州道154号線

### 隣接する郡
- ポープ郡 - 北
- コンウェイ郡 - 北東
- ペリー郡 - 東
- ガーランド郡 - 南東
- モンゴメリー郡 - 南
- スコット郡 - 西
- ローガン郡 - 北西

### 国立保護地域
- ホラベンド国立野生生物保護区（部分）
- ワシタ国立の森（部分）
- オザーク国立の森（部分）

## 人口動態

人口ピラミッド

以下は2000年の国勢調査による人口統計データである。
| 基礎データ - 人口: 21,139人 - 世帯数: 7,922 世帯 - 家族数: 5,814 家族 - 人口密度: 9人/km2（23人/mi2） - 住居数: 9,157軒 - 住居密度: 4軒/km2（10軒/mi2） 人種別人口構成 - 白人: 86.63% - アフリカン・アメリカン: 1.47% - ネイティブ・アメリカン: 0.58% - アジア人: 0.69% - 太平洋諸島系: 0.03% - その他の人種: 8.99% - 混血: 1.62% - ヒスパニック・ラテン系: 12.00% - 12％は家庭でスペイン語を話している 年齢別人口構成 - 18歳未満: 25.8% - 18-24歳: 8.9% - 25-44歳: 28.3% - 45-64歳: 22.0% - 65歳以上: 15.0% - 年齢の中央値: 36歳 - 性比（女性100人あたり男性の人口） - 総人口: 99.5 - 18歳以上: 96.3 | 世帯と家族（対世帯数） - 18歳未満の子供がいる: 33.6% - 結婚・同居している夫婦: 58.5% - 未婚・離婚・死別女性が世帯主: 10.1% - 非家族世帯: 26.6% - 単身世帯: 23.2% - 65歳以上の老人1人暮らし: 11.8% - 平均構成人数 - 世帯: 2.61人 - 家族: 3.04人 収入と家計 - 収入の中央値 - 世帯: 28,916米ドル - 家族: 33,409米ドル - 性別 - 男性: 23,172米ドル - 女性: 18,148米ドル - 人口1人あたり収入: 15,383米ドル - 貧困線以下 - 対人口: 15.4% - 対家族数: 11.7% - 18歳未満: 20.2% - 65歳以上: 12.8% |

## 都市と町
| - ベルビル - コリンス | - ダンビル - 郡庁所在地 - ダーダネル - 郡庁所在地 | - ハバナ - オーラ | - プレーンビュー - アライ |

### 未編入の町
- ブラフトン
- センタービル
- グレイブリー
- ローバー

## 郡区
アーカンソー州の郡はさらに郡区に小区分されている。各郡区には未編入領域と、編入済み自治体がある。現代の郡区にはその維持目的が限られたものになっている。アメリカ合衆国国勢調査局は郡区を元に人口を集計している。また系図調査など歴史的な目的には価値がある。1つ以上の郡区に入っている町や都市は統計調査に基づいて扱われる。イェール郡の郡区は下記リストの25区である。
- ブラフトン
- ブリッグスビル
- センタービル
- コンプトン
- クロウフォード
- ダンビル（コリンス、ダンビル）
- ダーダネル（ダーダネル）
- ダッチクリーク
- ファーガソン（ベルビル）
- ガラロック
- ジルキー
- グレイブリーヒル
- ハーリング
- イオンズクリーク
- ラマー（プレーンビュー）
- マガジン
- メイソン
- マウンテン
- プレーリー
- リッチランド
- ライリー（ハバナ）
- ローバー
- サルファースプリングス
- ウォード（オーラ）
- ウェイブランド

## 著名な住人
- ジョン・デーリー、プロゴルファー

## 大衆文化の中で
- 1969年のハリウッド映画『勇気ある追跡』（主演：ジョン・ウェイン、この映画でアカデミー主演男優賞を受賞）で、キム・ダービーが演じたマティ・ロスは、常に自分がイェール郡ダンビル近くの出身だと話している。2010年のリメイク『トゥルー・グリット』では新人ヘイリー・スタインフェルドがマティを演じ、数々の映画賞で助演女優賞を受賞した。